# 韦尔霍瓦日耶农村居民点
韦尔霍瓦日耶农村居民点（俄语：Сельское поселение Верховажское）是俄罗斯联邦沃洛格达州韦尔霍瓦日耶区所属的一个农村居民点。其下辖有5个居民点，行政中心为韦尔霍瓦日耶。据2015年统计，该农村居民点的人口为5606人。